# Karla Álvarez
Karla Álvarez (Mexikóváros, 1972. október 15. – Mexikóváros, 2013. november 15.) mexikói színésznő.

## Élete és pályafutása
1972. október 15-én született. 1992-ben szerepet kapott a María Mercedes című telenovellában. 1998-ban megkapta Virginia Fernández-Negrete szerepét A vipera című sorozatban. 2001-ben Violeta Junquera szerepét játszotta A betolakodó című telenovellában Gabriela Spanic és Arturo Peniche mellett. 2008-ban megkapta Paulina szerepét a Candy című telenovellában. 2013. november 16-án holtan találták lakásában Mexikóvárosban, halálhíréről testvére számolt be, halálának hivatalos oka légzéskimaradás.

## Filmográfia

### Telenovellák, sorozatok, filmek, színház
- Que bonito amor (2012–2013) .... Irasema
- Como dice el dicho (2011) .... Susana
- Camaleones (2009–2010) .... Prefecta Ágatha Menéndez
- Un gancho al corazón (2008–2009) .... Regina
- Candy (Las tontas no van al cielo) (2008) .... Paulina Cervantes de López-Carmona (Magyar hang: Sánta Annamária)
- La santa muerte (2007) .... Rubí
- Incógnito (2007) .... Önmaga
- Big Brother México (2006) .... Önmaga
- Heridas de amor (2006) .... Florencia San Llorente de Aragón
- A liliomlány (Inocente de ti) (2004–2005) .... Aurora (Magyar hang: Haffner Anikó)
- Día de perros (2004) .... Önmaga
- Hajrá skacok (¡Vivan los niños!) (2002–2003) .... Jacinta
- La Casa de los Líos (2002)
- A betolakodó (La intrusa) (2001) .... Violeta Junquera Brito (Magyar hang: Timkó Eszter)
- Cuento de Navidad (1999–2000) .... Miriam
- Mujeres engañadas (1999–2000) .... Sonia Arteaga
- Acapulco szépe (Alma rebelde) (1999) .... Rita Álvarez (Magyar hang: Timkó Eszter)
- A vipera (La mentira) (1998) .... Virginia Fernández-Negrete de Fernández-Negrete (Magyar hang: Timkó Eszter)
- Mujer, Casos de la Vida Real (1996–1997)
- Mi querida Isabel (1996–1997) .... Isabel Rivas
- Acapulco, cuerpo y alma (1995–1996) .... Julia
- Agujetas de color de rosa (1994–1995) .... Isabel
- Engáñame si puedes (1994)
- Prisionera de amor (1994) .... Karina Monasterios
- Buscando el paraíso (1993–1994) .... Andrea
- María Mercedes (1992–1993) .... Rosario Muñoz (Magyar hang: Dögei Éva)